# Gąsiory (Grande-Pologne)
Pour les articles homonymes, voir Gąsiory.
Gąsiory est une localité polonaise de la gmina rurale de Chodów, située dans le powiat de Koło en voïvodie de Grande-Pologne. Elle se situe à environ 27 kilomètres à l'est de la ville de Koło et à 144 kilomètres à l'est de Poznań, la capitale régionale. 